# Spoorlijn Aillevillers - Plombières-les-Bains
De Spoorlijn Aillevillers - Plombières-les-Bains was een korte Franse spoorlijn van Corbenay naar Plombières-les-Bains. De lijn was 10,8 km lang en heeft als lijnnummer 053 000.

## Geschiedenis
De spoorlijn werd door de Chemins de fer de l'Est in geopend op 14 juni 1878. Personenvervoer werd opgeheven op 3 april 1977, goederenvervoer op 1 oktober 1978, daarna werd de lijn opgebroken. Een groot deel is omgevormd tot fietspad, het station van Plombières-les-Bains is thans een casino.

## Aansluitingen
In de volgende plaats was er een aansluiting op de volgende spoorlijnen:
Aillevillers
RFN 042 000, spoorlijn tussen Blainville-Damelevières en Lure
RFN 057 000, spoorlijn tussen Aillevillers en Port-d'Atelier-Amance